# NBAチームメイト・オブ・ザ・イヤー賞
NBAチームメイト・オブ・ザ・イヤー賞 (Twyman–Stokes Teammate of the Year Award) は、NBAにおいて、理想的なチームメイトとされるプレーヤーに、シーズン毎に贈呈される賞である。チームにとって範例となる、無私無欲、献身的に貢献したプレーヤーが選ばれる。2013年より始まり、1955年から1958年までロチェスター/シンシナティ・ロイヤルズで共にプレーしたジャック・トゥィマンとモーリス・ストークスに因んで、トゥィマン-ストークス・チームメイト・オブ・ザ・イヤー賞と呼ばれている。ストークスが試合中の不慮に事故により外傷性脳障害を起こし、僅か3シーズンのNBAキャリアを終え、その介護には莫大な医療費が必要となった際に、少年時代からの友人であるトゥィマンは、ストークスの後見人となり、彼が36歳の若さで亡くなるまで医療費も含め、支え続けたことを讃えたものである。
毎年、各カンファレンスから6人ずつ12プレーヤーをノミネートし、 NBAプレーヤーで、1位10点、2位7点、3位5点、4位3点、5位1点の投票を行い、1位の得票数ではなく、合計最高得点を得たプレーヤーに賞が与えられる。受賞者にはトゥィマン-ストークス・トロフィーが授与される。また、受賞者が選定したチャリティーに2万5000ドルがNBAから寄付される。

## 歴代受賞者
| * | 殿堂入り |
| ^ | 現役選手 |

| Season  | Player                   | Pos. | Team                               |
| ------- | ------------------------ | ---- | ---------------------------------- |
| 2012–13 | チャンシー・ビラップス   | G    | ロサンゼルス・クリッパーズ         |
| 2013–14 | シェーン・バティエ       | F    | マイアミ・ヒート                   |
| 2014–15 | ティム・ダンカン*        | F/C  | サンアントニオ・スパーズ           |
| 2015–16 | ヴィンス・カーター*      | G/F  | メンフィス・グリズリーズ           |
| 2016–17 | ダーク・ノヴィツキー*    | F    | ダラス・マーベリックス             |
| 2017–18 | ジャマール・クロフォード | G/F  | ミネソタ・ティンバーウルブズ       |
| 2018–19 | マイク・コンリー^        | G    | メンフィス・グリズリーズ           |
| 2019–20 | ドリュー・ホリデー^      | G    | ニューオーリンズ・ペリカンズ       |
| 2020–21 | デイミアン・リラード^    | G    | ポートランド・トレイルブレイザーズ |
| 2021–22 | ドリュー・ホリデー^ (2)  | G    | ミルウォーキー・バックス           |
| 2021–22 | ドリュー・ホリデー^ (3)  | G    | ミルウォーキー・バックス           |
| 2023–24 | マイク・コンリー^ (2)    | G    | ミネソタ・ティンバーウルブズ       |
| 2024–25 | ステフィン・カリー^      | G    | ゴールデンステート・ウォリアーズ   |